# Barskaun-Pass
Der Barskaun-Pass (russisch Перевал Барскаун Pereval Barskaun) ist ein Gebirgspass im Oblus Yssyk-Köl in Kirgisistan (Zentralasien). Den gleichen Namen wie der Pass tragen auch der am Pass entspringende Fluss sowie eine Siedlung nahe dessen Mündung in den Yssyk-Köl.
Der 3754 m hohe Barskaun-Pass überquert eine Kette des Terskej-Alataus. Über den Pass verlaufen eine Straße und eine Starkstromleitung. Die Straße verbindet das Südufer des Yssyk-Köl mit dem Inneren des Tian Shan und mit der ökonomisch wichtigen Kumtor-Goldmine.